# Ołena Chłopotnowa
Ołena Iwaniwna Chłopotnowa ukr. Олена Іванівна Хлопотнова, z domu Stecura (Стецура), 1° voto Kokonowa (Коконова) (ur. 4 sierpnia 1963 w Ust-Kamienogorsku) – ukraińska lekkoatletka, specjalistka skoku w dal, dwukrotna medalistka halowych mistrzostw Europy. Do 1991 była reprezentantką ZSRR.

## Kariera sportowa
Jako reprezentantka Związku Radzieckiego zdobyła brązowy medal w skoku w dal na halowych mistrzostwach Europy w 1986 w Madrycie, przegrywając tylko z zawodniczkami z Niemieckiej Republiki Demokratycznej Heike Drechsler i Helgą Radtke. Na halowych mistrzostwach Europy w 1988 w Budapeszcie zajęła w tej konkurencji 5. miejsce, a na halowych mistrzostwach Europy w 1990 w Glasgow zdobyła srebrny medal, za swą koleżanką z reprezentacji ZSRR Galiną Czistiakową, a przed Helgą Radtke.
Zdobyła brązowy medal na uniwersjadzie w 1991 w Sheffield.
Jako reprezentantka Ukrainy zajęła 4. miejsce na mistrzostwach świata w 1993 w Stuttgarcie, 12. miejsce na mistrzostwach Europy w 1994 w Helsinkach i 11 miejsce na mistrzostwach świata w 1995 w Göteborgu.
Zajęła 10 miejsce na halowych mistrzostwach Europy w 1996 w Sztokholmie, 8. miejsce na halowych mistrzostwach świata w 1997 w Paryżu oraz 7 miejsce na halowych mistrzostwach Europy w 1998 w Walencji.
Zdobyła srebrne medale na światowych sportowych igrzyskach wojskowych w 1995 w Rzymie i 1999 w Zagrzebiu.
Chłopotnowa była mistrzynią ZSRR w skoku w dal w 1984 i 1985 oraz brązową medalistką w 1987 i 1991, a w hali była mistrzynią w 1986 i 1990. Była również mistrzynią Ukrainy w 1992, 1995 i 1998.
12 września 1985 w Ałma-Acie ustanowiła rekord ZSRR w skoku w dal wynikiem 7,31 m.

## Rekordy życiowe
Rekordy życiowe Chłopotnowej:
- skok w dal – 7,31 m (12 września 1985, Ałma-Ata), 9. rezultat na świecie (według stanu na marzec 2021)[15]
- skok w dal (hala) – 7,17 m (16 lutego 1985, Kiszyniów), 6. rezultat na świecie (według stanu na marzec 2021)[16]